# Fort Alexander 3
Fort Alexander 3 är ett reservat i Kanada.   Det ligger i provinsen Manitoba, i den sydöstra delen av landet, 1 600 km väster om huvudstaden Ottawa.
I omgivningarna runt Fort Alexander 3 växer i huvudsak blandskog. Runt Fort Alexander 3 är det ganska tätbefolkat, med 65 invånare per kvadratkilometer.